# Peter McConnell
Peter N. McConnell, Peter Mc (ur. 1960) – amerykański kompozytor muzyki do gier komputerowych i muzyk, współpracujący m.in. ze studiem LucasArts.

## Życiorys
Muzyk urodził się w Pittsburghu w Pensylwanii. Studiował muzykę na studiach licencjackich na Uniwersytecie Harvarda w latach 80., wśród nauczycieli mając Timothy’ego Vincenta Clarke’a, Curt Cacioppo i Ivana Tcherepnina. W Harvardzie McConnell zaprzyjaźnił się z przyszłym kompozytorem LucasArts Michaelem Landem, który skomponował muzykę do wielu gier firmy i współpracował z nim w firmie dźwiękowej Lexicon. Rozpoczynając karierę w dziale dźwiękowym w LucasArts, Land potrzebował kogoś, kto skomponowałby i zaimplementował muzykę w jego drugim projekcie – Monkey Island 2: LeChuck’s Revenge i McConnell podjął się pracy. McConnell and Land współtworzyli iMUSE, opatentowany interaktywny system muzyczny LucasArts.
Podczas swojej współpracy z LucasArts McConnell skomponował wiele ścieżek dźwiękowych do gier takich jak seria Monkey Island, Indiana Jones i Star Wars. Znane tytuły z tego okresu to między innymi ścieżka dźwiękowa do Grim Fandango, charakteryzująca się wyjątkowym meksykańskim jazzem, klezmerem i tradycyjnym stylem filmowym oraz Full Throttle, którego rockowa ścieżka dźwiękowa została nagrana przez McConnella z rockową grupą The Gone Jackals. Komponując muzykę do tych dwóch gier, McConnell ściśle współpracował z Timem Schaferem, który później zatrudnił go do komponowania partytur do tytułów Psychonauts, Brütal Legend i Costume Quest dla firmy Double Fine Productions.
McConnell opuścił LucasArts w 2000 roku, ale współpracował jeszcze przy Escape from Monkey Island i edycji specjalnej The Secret of Monkey Island. Od tego czasu McConnell skomponował ścieżki dźwiękowe dla Psychonauts, Sly 2: Band of Thieves, Sly 3: Honor Among Thieves (o których McConnell mówi, że były tworzone pod wpływem Henry Manciniego), i Kinectimals.
McConnell jest jednym z członków założycieli G.A.N.G., Game Audio Network Guild . Znany jest także jako wykonawca muzyki na żywo – gra na elektrycznych skrzypcach.
W 2013 r. McConnell powrócił do serii Sly Cooper, by skomponować muzykę do czwartej gry Sly Cooper: Thieves in Time, która ukazała się w lutym tego roku. Ponadto, po raz pierwszy w historii, cały sountrack McConnella został wydany w iTunes, aby towarzyszyć wydaniu gry.
Niedawno McConnell pracował nad tytułami Double Fine Broken Age i zremasterowaną wersją Grim Fandango, z których oba obejmują występy Melbourne Symphony Orchestra. Ożenił się z Amy McConnell i teraz mają dwoje dzieci, Ebena i Alice. Ogłoszono również, że McConnell powróci, by napisać muzykę do kolejnej części serii Psychonauts, która ma zostać wydany w 2019 Oprócz tego skomponował muzykę do klasycznej gry wskaż i kliknij, Irony Curtain: From Matryoshka with Love, katowickiego studia Artifex Mundi.
- Irony Curtain: from Matrioshka With Love (2019), Artifex Mundi
- Grim Fandango Remastered (2015), Double Fine
- Broken Age (2015), Double Fine
- Costume Quest 2 (2014), Double Fine
- Valiant Hearts: The Great War (2014), Ubisoft Montpelier
- Rośliny vs. Zombie: Garden Warfare (2014), Gry PopCap
- Hearthstone: Heroes of Warcraft (2013), Blizzard Entertainment
- Rośliny vs. Zombies 2: już czas (2013), Gry PopCap
- Sly Cooper: Thieves in Time (2013), Sanzaru Games / Sony
- Kinect Disneyland Adventures (2011), Frontier Developments
- Kinectimals (2010), Microsoft
- Costume Quest (2010), Double Fine
- Brütal Legend (2009), Double Fine
- Tornado Outbreak (2009), Konami
- Dzwonię do wszystkich samochodów! (2007), Sony
- Psychonauts (2005), Double Fine
- Sly 3: Honor Among Thieves (2005), Sucker Punch / Sony
- The Bard’s Tale (2004), Vivendi Universal Games, Inc.
- Sly 2: Band of Thieves (2004), Sucker Punch / Sony
- Star Wars: Battlefront (2004), LucasArts
- Star Wars Rogue Squadron II: Rogue Leader (2001), LucasArts
- Escape from Monkey Island (2000), LucasArts
- Star Wars: Force Commander (2000), LucasArts
- Star Wars Episode I: Racer (1999), LucasArts
- Star Wars: X-Wing Alliance (1999), LucasArts
- Grim Fandango (1998), LucasArts
- Gwiezdne wojny Rycerz Jedi: Tajemnice Sithów (1998), LucasArts
- Star Wars: X-Wing Collector Series (1998), LucasArts
- Herc’s Adventures (1997), LucasArts
- Star Wars Jedi Knight: Dark Forces II (1997), LucasArts
- Gwiezdne wojny: X-Wing kontra TIE Fighter: Balance of Power (1997), LucasArts
- Gwiezdne wojny: X-Wing kontra Myśliwiec TIE (1997), LucasArts
- Star Wars: Yoda Stories (1997), LucasArts
- Afterlife (1996), LucasArts
- Shadows of the Empire (1996), Nintendo Co., Ltd.
- The Dig (1995), LucasArts
- Pełna przepustka (1995), LucasArts
- Star Wars: Rebel Assault II: The Hidden Empire (1995), LucasArts
- Star Wars: TIE Fighter (Collector’s CD-ROM) (1995), LucasArts
- Star Wars: TIE Fighter (1994), LucasArts
- Star Wars: X-Wing (CD-ROM kolekcjonerski) (1994), LucasArts
- Maniac Mansion: Day of the Tentacle (1993), LucasArts
- Sam &amp; Max Hit the Road (1993), LucasArts
- Star Wars: Rebel Assault (1993), LucasArts
- Star Wars: X-Wing (1993), LucasArts
- Star Wars: X-Wing: B-Wing (1993), LucasArts
- Star Wars: X-Wing: Imperial Pursuit (1993), LucasArts
- Indiana Jones i los Atlantydy (1992), LucasArts
- Monkey Island 2: LeChuck’s Revenge (1991), LucasArts
- McConnell, Peter (wrzesień 1999). „Dance of the Dead: The Adventures of a Composer Creating the Game Music for Grim Fandango”. Electronic Musician. New York: NewBay Media, LLC. 15 (9): 30-32, 35-36, 38-40, 42. ISSN 0884-4720.